# Limbert Méndez
Limbert Méndez Rocha (Trinidad, 17 agosto 1982) è un calciatore boliviano, difensore dell'Aurora.

## Caratteristiche tecniche
Gioca come difensore centrale.

## Carriera

### Club
Méndez esordì nella prima divisione boliviana con la maglia del Wilstermann di Cochabamba, giocando una partita nella stagione 1999. Nel campionato seguente presenziò in 18 gare, ottenendo la vittoria del titolo 2000. Venne impiegato con continuità nelle annate seguenti, tanto da superare le 170 partite in massima serie; nel 2006 raggiunse la seconda vittoria in ambito nazionale, allorché la sua squadra primeggiò nel Segundo Torneo di quell'anno. Nel 2009 fu ceduto all'Aurora, formazione di Cochabamba: delle 34 gare totali di quel campionato, Méndez ne disputò 16. Nel 2010 venne ceduto al Bolívar di La Paz; ancora una volta, trovò poco spazio. Nel 2011 è tornato all'Aurora.

### Nazionale
Con la selezione Under-20 ha disputato il Campionato sudamericano 2001. Debuttò in Nazionale maggiore nel 2004; nel 2007 venne incluso nella lista per la Copa América. Nella competizione non fu mai schierato. Nello stesso anno prese parte alle qualificazioni al campionato del mondo 2010, venendo schierato contro Venezuela e Argentina.

## Palmarès

### Club

#### Competizioni nazionali
- Campionato boliviano: 2

Wilstermann: 2000, Segundo Torneo 2006